# Olga Khodataïeva
Olga Petrovna Khodataïeva (en russe : Ольга Петровна Ходатаева), née à Moscou (Empire russe) le 14 février 1894 (26 février 1894 dans le calendrier grégorien) et morte dans cette ville le 10 avril 1968, est une réalisatrice soviétique.
L'artiste — chef-animateur, animatrice et directrice artistique — est l'une des pionnières de l'industrie de l'animation soviétique avec son frère Nikolai Khodataev. On se souvient surtout d'elle pour ses adaptations de contes de fées traditionnels slaves et nordiques,,.

## Biographie
Olga Khodataïeva naît dans la stanitsa de Konstantinovskaïa (aujourd'hui Konstantinovsk, dans l'oblast de Rostov, en Russie), et est l'un des trois enfants d'un fonctionnaire tsariste, Piotr Petrovitch Khodataïev, fils illégitime d'Agafia Kondratievna Khodataïeva et d'un commerçant du gouvernement de Vladimir qui avait séduit Agafia pour la quitter peu de temps après. Son père étudie à la realschule (ru) de Rostov-sur-le-Don et épouse une sage-femme, Anna. Il a une carrière réussie et, en 1898, il déménage avec sa famille à Moscou,.
Très tôt dans leur vie, Olga et son frère aîné, Nikolai Khodataev, s'intéressent tous deux à la peinture. Ils entrent à l'École de peinture, de sculpture et d'architecture de Moscou pour étudier les beaux-arts et obtiennent leur diplôme en 1918. Au cours des six années suivantes, Olga Khodataeva travaille comme graphiste et scénographe,.
Les Khodataev créent également une animation expérimentale pour le théâtre musical Natalya Sats dans les années 1920. Leurs chemins se séparent en 1936 lorsque Soyuzmultfilm est créé afin de produire des courts métrages de style Disney. Olga rejoint le collectif, tandis que Nikolai quitte l'industrie avec déception, estimant que ce n'étaient pas des expériences audacieuses.
Parmi ses autres œuvres à succès figurent Sarmiko (1952) racontant les aventures d'un garçon tchouktche — nommé meilleur film d'animation au VIIe Festival international du film de Karlovy Vary —, Sœur Alenushka et Frère Ivanushka (Сестрица Алёнушка и братец Иванушка, 1953) — deux œuvres adaptées d'un des contes de fées russes les plus populaires — et La Flamme de l'Arctique (1956) qui reçoit le premier prix au VIIIe Festival international du film pour enfants et adolescents de Venise et une médaille d'or au 6e Festival mondial de la jeunesse et des étudiants à Moscou.
En 1960, Olga Khodataeva co-réalise son dernier film, Plume d'or, avec Leonid Aristov. Elle meurt huit ans plus tard à Moscou, à l'âge de 74 ans.

## Filmographie
- 1956 : Une flamme brule dans la yaranga (В яранге горит огонь)